# Campo San Pablo
Campo San Pablo är en ort i Mexiko.   Den ligger i kommunen Jojutla och delstaten Morelos, i den sydöstra delen av landet, 90 km söder om huvudstaden Mexico City. Campo San Pablo ligger 916 meter över havet och antalet invånare är 205.
Terrängen runt Campo San Pablo är kuperad åt sydost, men åt nordväst är den platt. Runt Campo San Pablo är det tätbefolkat, med 319 invånare per kvadratkilometer. Närmaste större samhälle är Zacatepec, 1,3 km nordväst om Campo San Pablo. I omgivningarna runt Campo San Pablo växer huvudsakligen savannskog.